# SGX Centre
Le SGX Centre est un ensemble de gratte-ciel de bureaux de 187 mètres de hauteur construit à Singapour durant les années 2000.
L'ensemble est composé de deux tours :
- le SGX Centre 1 construit en 2000 :
- le SGX Centre 2 construit en 2001.

Les architectes sont Kohn Pedersen Fox et Architects 61 une agence d'architecture locale.